# Nederlandse kampioenschappen mountainbike 2023
De Nederlandse kampioenschappen mountainbike 2023 zijn een serie wedstrijden om te bepalen wie Nederlands kampioen wordt in de verschillende onderdelen van het mountainbiken. De wedstrijden worden jaarlijks door de Koninklijke Nederlandsche Wielren Unie georganiseerd in diverse categorieën.

## Agenda
| Datum       | Plaats             | Kampioenschap                       |
| ----------- | ------------------ | ----------------------------------- |
| 19 februari | Wijk aan Zee       | Strandrace (Subaru BeachBattle)     |
| 14-15 juli  | 't Loo (Oldebroek) | Cross-country                       |
| 8 oktober   | Eijsden-Margraten  | Marathon (Bart Brentjens Challenge) |

## Erelijst
| Discipline    | Goud                  | Zilver                 | Brons                          |
| ------------- | --------------------- | ---------------------- | ------------------------------ |
| Mannen        |                       |                        |                                |
| Cross-country | Morris Gruiters (O23) | Frits Biesterbos (O23) | Rens Teunissen van Manen (O23) |
| Marathon      | Hans Becking          | Pascal Eenkhoorn       | Tom Schellekens (O23)          |
| Strandrace    | Jules De Cock         | Ivar Slik              | Thijs Zonneveld                |
| Vrouwen       |                       |                        |                                |
| Cross-country | Puck Pieterse         | Anne Tauber            | Sophie von Berswordt           |
| Marathon      | Sophie von Berswordt  | Rosa van Doorn (O23)   | Diede Diederiks                |
| Strandrace    | Nina Kessler          | Tessa Neefjes          | Mariëlle Trouwborst            |

## Cross-country
In het begin van het jaar was er nog geen organisator voor het XCO NK. Het leek erop dat er in 2023 geen kampioenschap cross-country zou komen. Pas in januari werd ATB Vereniging Oldebroek benaderd om toch een NK te organiseren. De vereniging gebruikte hiervoor haar trainingsparkoers voor de jeugd, dat werd uitgebreid met een lus door het aangrenzende bos. Het bestaande parkoers werd technisch lastiger gemaakt en op de meeste onderdelen aangepakt. De lus door het bos maakte de aanvraag van vergunningen extra ingewikkeld. De wedstrijd vond namelijk plaats op de laatste dag van het broedseizoen, in een Natura 2000-gebied.
Wegens een gering aantal inschrijvingen, werden de beloften- en elitewedstrijd bij elkaar gevoegd. Een gezamenlijke uitslag van de wedstrijd was belangrijk voor het verkrijgen van UCI-punten voor een elitewedstrijd. De beloften kregen wel een apart podium.
Bij de mannen bleef de wedstrijd tot op het einde spannend, dankzij een kopgroep van 5 renners. Morris Gruiters won uiteindelijk de sprint. De eerste vier in de uitslag waren allemaal beloften. Zij waren dus de nummers 1 t/m 4 in zowel de elite als Onder 23 wedstrijd. Stan Godrie eindigde als eerste eliterenner op plek 5 en viel daarmee buiten de prijzen.
Bij de vrouwen reed Europees kampioene Puck Pieterse meteen weg van de rest en bouwde haar voorsprong steeds verder uit. Anne Tauber volgde op gepaste afstand en legde op het einde 3 minuten toe. De 21-jarige Pieterse rijdt overigens bij de elite met het oog op plaatsing voor de Olympische Spelen van Parijs 2024. Nieuwelinge Mae Cabaca werd dankzij haar winst, Nederlands kampioene in zowel het veldrijden, op de weg, als op de mountainbike.
Mannen elite/beloften
| Plaats                    | Naam                            | Tijd     |
| ------------------------- | ------------------------------- | -------- |
| Nederlandse kampioenstrui | Morris Gruiters ( Onder 23)     | 1u31'49" |
| Zilver                    | Frits Biesterbos ( O23)         | z.t.     |
| Brons                     | Rens Teunissen van Manen ( O23) | + 0'04"  |
| 4                         | Tom Schellekens (O23)           | + 0'08"  |
| 5                         | Stan Godrie (elite)             | + 0'10"  |
| 6                         | Lars van Ark (O23)              | + 1'14"  |
| 7                         | Wim de Bruin (elite)            | + 2'27"  |
| 8                         | Kas van Geest (O23)             | z.t.     |
| 9                         | Lars Wit (O23)                  | + 4'02"  |
| 10                        | Bailey Groenendaal (O23)        | + 4'27"  |

Vrouwen elite/beloften
| Plaats                    | Naam                       | Tijd     |
| ------------------------- | -------------------------- | -------- |
| Nederlandse kampioenstrui | Puck Pieterse              | 1u27'27" |
| Zilver                    | Anne Tauber                | + 3'06"  |
| Brons                     | Sophie von Berswordt       | + 3'54"  |
| 4                         | Lotte Koopmans             | + 7'15"  |
| 5                         | Romana Carfora             | + 9'26"  |
| 6                         | Rosa van Doorn ( Onder 23) | + 9'57"  |
| 7                         | Annemijn van Limpt ( O23)  | + 0'08"  |
| 8                         | Fenna Hoegee ( O23)        | + 2'06"  |
| 9                         | Maaike Nijland             | + 2'28"  |
| 10                        | Luna Cnossen               | + 3'22"  |

Mannen junioren
| Plaats                    | Naam                     | Tijd     |
| ------------------------- | ------------------------ | -------- |
| Nederlandse kampioenstrui | Guus van den Eijnden     | 1u13'24" |
| Zilver                    | Freek Bouten             | + 0'07"  |
| Brons                     | Keije Solen              | + 1'08"  |
| 4                         | Jelte Jochems            | z.t.     |
| 5                         | Brent van Geest          | + 3'03"  |
| 6                         | Martijn Braspenning      | + 3'42"  |
| 7                         | Lucas Baltussen          | + 3'59"  |
| 8                         | Tygo Peters              | + 4'03"  |
| 9                         | Louis Marino van Zeeland | + 4'52"  |
| 10                        | Yorick Kamphuis          | + 5'24"  |

Vrouwen junioren
| Plaats                    | Naam                 | Tijd     |
| ------------------------- | -------------------- | -------- |
| Nederlandse kampioenstrui | Lauren Molengraaf    | 1u10'45" |
| Zilver                    | Julia van der Meulen | + 2'23"  |
| Brons                     | Elena Poppelaars     | + 2'25"  |
| 4                         | Jenna van Tongeren   | + 7'14"  |
| 5                         | Anna Linde van Dorp  | + 9'58"  |
| 6                         | Amy Kox              | + 10'21" |
| 7                         | Yvette Vermeer       | + 10'50" |
| 8                         | Lieke Vos            | z.t.     |
| 9                         | Noor Wittebol        | + 1'19"  |
| 10                        | Femke Lenferink      | + 3'30"  |

## Marathon
Het NK Marathon, de Bart Brentjens Challenge, was een 90 kilometer lange route met 1300 hoogtemeters en lange beklimmingen in Zuid-Limburg en de Voerstreek. Begin en einde waren in Eijsden. De route deed onder meer het Bovenste en Onderste Bosch, het Gerendal, de Bemelerberg en het Savelsbos aan.
Bij de elite mannen werd Hans Becking kampioen. Hij reed in de finale op een helling weg uit de kopgroep. Pascal Eenkhoorn kwam anderhalve minuut later als tweede binnen. Hij klopte Tom Schellekens, de winnaar bij de beloften, in de sprint. Bij de dames elite won Sophie von Berswordt de sprint met medekoploopster en belofte Rosa van Doorn.
Mannen elite
| Plaats                    | Naam             | Tijd     |
| ------------------------- | ---------------- | -------- |
| Nederlandse kampioenstrui | Hans Becking     | 3u01'32" |
| Zilver                    | Pascal Eenkhoorn | + 1'35"  |
| Brons                     | Tim Smeenge      | + 1'55"  |
| 4                         | Teus Ruijter     | + 2'52"  |
| 5                         | Max Kroonen      | + 5'03"  |
| 6                         | Menno Don        | z.t.     |
| 7                         | Thom Bonder      | + 5'04"  |
| 8                         | Bas Peters       | z.t.     |
| 9                         | Adne Koster      | z.t.     |
| 10                        | Wim de Bruin     | + 7'20"  |

Vrouwen Elite
| Plaats                    | Naam                      | Tijd     |
| ------------------------- | ------------------------- | -------- |
| Nederlandse kampioenstrui | Sophie von Berswordt      | 3u30'11" |
| Zilver                    | Rosa van Doorn (Onder 23) | z.t.     |
| Brons                     | Diede Diederiks           | + 6'51"  |
| 4                         | Violinde den Breeijen     | + 7'31"  |
| 5                         | Teuntje Beekhuis          | + 10'00" |
| 6                         | Romana Carfora            | + 15'37" |
| 7                         | Elodie Kuijper            | + 19'12" |
| 8                         | Rozanne Slik              | + 21'40" |
| 9                         | Puck Pinxt                | + 25'44" |
| 10                        | Senna Feron               | + 35'53" |

Mannen beloften
| Plaats                    | Naam                   | Tijd     |
| ------------------------- | ---------------------- | -------- |
| Nederlandse kampioenstrui | Tom Schellekens        | 3u03'07" |
| Zilver                    | Frits Biesterbos       | + 38"    |
| Brons                     | Jelle-Wietse Jongedijk | + 3'28"  |
| 4                         | Bart Kortleve          | + 3'29"  |
| 5                         | Kas van Geest          | + 5'06"  |
| 6                         | Bas Luca de Vries      | + 7'47"  |
| 7                         | Nick Klijn             | + 9'17"  |
| 8                         | Brian de Vries         | + 9'20"  |
| 9                         | Steyn van der Veen     | + 9'22"  |
| 10                        | Niels Luiten           | + 10'49" |

## Strandrace
Het NK Strandrace, de Subaru BeachBattle, werd over 54 kilometer in zeven ronden verreden op het strand bij Wijk aan Zee en Velsen. Het parkoers bevatte ook strand op- en afgangen, inclusief de 18% steile Muur van Wijk aan Zee. Verder werd eenmalig de Noordpier van de havenmond van het Noordzeekanaal bereden.
Het veld werd al vroeg na de start, op één lint getrokken. Er ontstond een kopgroep van zeven man (de eersten in de uitslag), waarvan met nog drie ronden te gaan er drie over waren. Zij namen een minuut voorsprong. Jules De Cock moest in de laatste ronde lossen, maar kwam weer bij de koplopers en wist bij tegenwind een gaatje te slaan. BEAT-ploeggenoot Thijs Zonneveld bleef daarop uiteraard in het wiel van Ivar Slik zitten en was net niet bij machte om Slik in de eindsprint nog te verschalken.
Bij de vrouwen ging de wedstrijd ook over 54 kilometer en hier ging de strijd tussen Nina Kessler en Tessa Neefjes. Kessler wist telkens op de steile klim afstand te nemen, maar Neefjes sloot dan weer met de haar omringende groep mannen bij de soliste aan. De strijd werd uiteindelijk beslist in de laatste paar honderd meter. Het gaatje dat Kessler dit keer sloeg was genoeg voor de overwinning.
Mannen
| Plaats                    | Naam            | Tijd     |
| ------------------------- | --------------- | -------- |
| Nederlandse kampioenstrui | Jules de Cock   | 1u32'46" |
| Zilver                    | Ivar Slik       | + 0'21"  |
| Brons                     | Thijs Zonneveld | + 0'23"  |
| 4                         | Rick van Breda  | + 0'34"  |
| 5                         | Stijn Appel     | + 0'35"  |
| 6                         | Jasper Ockeloen | + 0'37"  |
| 7                         | Richard Jansen  | + 1'56"  |
| 8                         | Raphael Mouton  | + 1'57"  |
| 9                         | Bram Imming     | + 1'58"  |
| 10                        | Tibor Zwaan     | + 2'01"  |

Vrouwen
| Plaats                    | Naam                   | Tijd     |
| ------------------------- | ---------------------- | -------- |
| Nederlandse kampioenstrui | Nina Kessler           | 1u45'48" |
| Zilver                    | Tessa Neefjes          | + 0'03"  |
| Brons                     | Mariëlle Trouwborst    | + 2'55"  |
| 4                         | Eva Buurman            | z.t.     |
| 5                         | Rozanne Slik           | + 3'57"  |
| 6                         | Romana Carfora         | + 4'14"  |
| 7                         | Michelle de Graaf      | + 5'05"  |
| 8                         | Meis Poland            | + 7'55"  |
| 9                         | Barbara Tesselaar-Zutt | + 8'41"  |
| 10                        | Hannah Kiers           | + 18'54" |